# Cratosolpuga wunderlichi
Genre
Espèce
Cratosolpuga wunderlichi, unique représentant du genre Cratosolpuga, est une espèce fossile de solifuges de la famille des Ceromidae.

## Distribution
Cette espèce a été découverte au Brésil au Ceará dans la formation de Crato. Elle date du Crétacé.

## Description
L'holotype mesure 33 mm.

## Étymologie
Cette espèce est nommée en l'honneur de Jörg Wunderlich.

## Publication originale
- (en) Selden & Shear, 1996 : The first Mesozoic solifugae (Arachnida), from the Cretaceous of Brazil, and a redescription of the Palaeozoic solifuge. Palaeontology, vol. 39, no 3, p. 583-604 (texte intégral).